# 137P/Шумейкеров — Леви
Комета Шумейкеров — Леви 2 (137P/Shoemaker-Levy) — короткопериодическая комета семейства Юпитера, первое изображение которой было получено 25 октября 1990 года американскими астрономами Кэролин и Юджин Шумейкер, а также Дэвидом Леви с помощью 0,46-м телескопа системы Шмидта Паломарской обсерватории. Она была описана как звёздоподобный объект 17,0 m звёздной величины и, первоначально, принята за астероид. Комета обладает довольно коротким периодом обращения вокруг Солнца — чуть более 9,6 лет.

Орбита кометы Шумейкеров — Леви 2 и её положение в Солнечной системе

## История наблюдений
Комета была обнаружена в середине ноября, после получения двух дополнительных снимков от 13 и 15 ноября. Чуть позже были найдены и более ранние архивные снимки от 17 и 20 сентября, на которых комета имела магнитуду 17,6 m. На основании этих позиций британский астроном Гарет В. Уильямс рассчитал первую эллиптическую орбиту с датой перигелия 25 сентября 1990 года и орбитальным периодом 9,27 года, отметив, что объект пересекает орбиту Юпитера. Поскольку на тот момент никаких признаков кометной активности выявлено не было, объект получил обозначение малой планеты — 1990 UL3. Наблюдения продолжались вплоть до 15 января 1991 года.
После получения всех доступных позиций японский астроном Сюити Накано опубликовал пересмотренную орбиту объекта, согласно которой в следующий раз он должен будет достигнуть перигелия в феврале 2000 года. Поиски начались уже в начале 1998 года, а в ночь с 19 на 20 мая американскому астроному Карлу Хердженротеру с помощью 1,2-метрового телескопа обсерватории САО удалось обнаружить комету в виде звёздоподобного объекта 21,0 m звёздной величины. Текущее положение кометы указывало на необходимость корректировки прогноза всего -0,5 суток. 
Спустя чуть более полугода, 7 декабря 1998 года, другой британский астроном Брайан Скифф с помощью 1,1-метрового телескопа обсерватории Лоуэлла обнаружил у 1990 UL3 небольшой прямой хвост, длиной 29 " угловых секунд, наличие которого было подтверждено последующими наблюдениями 19 декабря. Таким образом, была установлена кометная природа объекта.